# Liste des évêques et archevêques de Calabar
Liste des évêques et archevêques de Calabar
(Archidioecesis Calabarensis)
La préfecture apostolique nigériane de Calabar a été créée le 9 juillet 1934 par détachement du vicariat apostolique du Nigéria Occidental.
Le 12 juin 1947, elle est érigée en vicariat apostolique.
Ce dernier est lui-même érigé en évêché le 18 avril 1950, puis en archevêché le 26 mars 1994.

## Est d'abord préfet apostolique
- 26 octobre 1934-12 juin 1947 : James Moynagh

## Puis est vicaire apostolique
- 12 juin 1947-18 avril 1950 : James Moynagh, promu vicaire apostolique.

## Sont évêques
- 18 avril 1950-5 février 1970 : James Moynagh, promu évêque.
- 5 février 1970-26 mars 1994 : Brian Usanga (Brian David Usanga)

## Enfin sont archevêques
- 26 mars 1994-17 décembre 2003 : Brian Usanga (Brian David Usanga), promu archevêque.
- depuis le 17 décembre 2003 : Joseph Ukpo (Joseph Edra Ukpo)

## Sources
- L'ANNUAIRE PONTIFICAL, sur le site http://www.catholic-hierarchy.org, à la page